# Дзеркало тріснуло (фільм)
«Дзеркало тріснуло» (англ. The Mirror Crack'd) — британський кінофільм 1980 року, поставлений режисером Гаєм Гамільтоном за однойменним романом Агати Крісті. Фільм був закуплений для прокату в Радянському Союзі й був дубльований російською мовою.

## Сюжет
Англія, 1953 рік. У маленьке провінційне містечко приїжджає група американських кінематографістів, щоб зняти фільм про життя і смерть королеви Шотландії Марії Стюарт. Її роль належить зіграти колись відомій кінозірці Марині Радд (Елізабет Тейлор).
Десять років тому Марина пережила глибоку душевну драму: довгождана дитина народилася неповноцінною. Потрясіння було таке велике, що жінка довгі роки вимушена була провести у клініці. Теперішнє повернення в кіно повинне вирішити долю акторки.
Того дня Марина Радд влаштувала свято для жителів містечка, і в її будинку зібралися майже усі прихильники її таланту. Марині представили одну з них — місіс Бебкок (Морін Беннет), вони досить довго з нею розмовляли, а згодом Етер Бебкок була знайдена мертвою. Наступного ранку Марина отримала дві записки, в яких їй погрожували смертю. Вдень вона виявила отруту в приготованій для неї каві. Потім була отруєна синильною кислотою її секретарка Ела Зелінскі (Джеральдіна Чаплін). Викликаний з Лондона інспектор Скотленд-Ярду (Едвард Фокс) провів розслідування, але знайти злочинця не зміг.
Із самого початку за подіями стежила міс Марпл (Анджела Ленсбері), яка завдяки ланцюжку умовиводів проникає в суть справи і розпізнає вбивцю. Але пізно: Марина Радд (саме вона і була вбивцею) покінчила життя самогубством.
Міс Марпл пояснила, що, коли Етер Бебкок відрекомендували Марині, вона розповіла їй про те, що багато років тому їй довелося бачити Радд на сцені. Її бажання було таке велике, що вона прийшла до театру, незважаючи на заразливу хворобу краснуху. Їй пощастило отримати від Марини автограф, і навіть поцілувати її. У свідомості акторки промайнула здогадка, і вона зрозуміла, нарешті, кому зобов'язана своїм нещастям і чому її дитина народилася неповноцінною.
Підливши отруту в коктейль Етер, Марина отруїла її, а щоб відвести підозри від себе, написала зловісні записки та підсипала миш'як у свою каву. Коли Ела розвинула занадто активну діяльність у пошуках злочинця, Марина убила і її. А потім, усвідомлюючи, що викриття неминуче, пішла з життя.

## У ролях
| Актор              |   | Роль              |
| ------------------ | - | ----------------- |
| Анджела Ленсбері   | • | міс Марпл         |
| Едвард Фокс        | • | інспектор Креддок |
| Елізабет Тейлор    | • | Марина Радд       |
| Рок Гадсон         | • | Джейсон Радд      |
| Джеральдіна Чаплін | • | Елла Зелінскі     |
| Тоні Кертіс        | • | Мартін Н. Фенн    |
| Кім Новак          | • | Лола Брустер      |
| Морін Беннет       | • | місіс Бебкок      |
| Венді Морган       | • | Черрі             |
| Чарльз Грей        | • | дворецький Бейтс  |